# Brachysola
Brachysola es un género de plantas con flores de la familia de las lamiáceas, subfamilia Prostantheroideae, donde constituye el eslabón basal de la tribu Chloantheae. Comprende solo 2 especies descritas y aceptadas. Es estrictamente endémico de Australia sur-occidental (Western Australia).

## Descripción
Son arbustos con ramas rondeadas y un indumento de pelos estrellados y simples no glandulares (lo que diferencia el género en cuanto a su indumento que, en los otros taxones genéricos de la tribu, son de pelos dendroides o escamosos). Las hojas, sésiles pero no decurrentes, son opuestas o prácticamente verticiladas y con el mismo indumento que los tallos; son de forma lineal oblongo-lanceolado, mientras que sus márgenes son revolutos.
La inflorescencia es una cima dicotómica (dicasio) terminal con 1-7 flores; estas últimas son zigomórficas, con cáliz pentalobulado y no acresente en la fructificación, y una corola de color azulado-purpúreo con el centro amarillento y glanduloso, bilabiada con los labios extendidos, el superior bilobulado y el inferior trilobulado, mientras el tubo, corto, tiene la garganta anchamente dilatada y glabra. Los estambres,  en número de 4, exertos y todos fértiles y con el conectivo carente de apéndices, están implantados cerca de la base de la corola y el ovario, glabro y más o menos lobado, tiene el estilo con la base hundida entre los lóbulos del fruto en desarrollo y con el estigma bífido. El fruto, no rodeado por el cáliz acrescente, es una tetranúcula con mericarpos uniloculares.

## Taxonomía
El género fue descrito como tal por Barbara Lynette Rye y publicado en Nuytsia, vol. 13, n.º 2, p. 332-338, 2000. Había sido ya presagiado como taxón genérico con la creación y descripción  -sin figuración-   de la sección Brachysolenia del género Chloanthes por Ferdinand von Müller en Fragmenta Phytographiae Australiae, vol. 10, p. 14, 1876.
La especie tipo es Brachysola halganiacea (F. Muell.) Rye.
Estudios citológicos confirman la posición filogénica basal del género Brachysola en la tribu Chloantheae, tal y como lo dejaba entrever sus características morfológicas.
Etimología
- Brachysola: vocablo construido con las palabras griegas βρΆχν, corto, y σόλο, base, disco; o sea «de base corta», refiriéndose a la base de la corola, es decir el tubo, que es prácticamente nulo.

## Especies aceptadas
Las 2 especies aceptadas estaban anteriormente incluidas en el género Chloanthes y luego Pityrodia.
- Brachysola coerulea (F.Muell. & Tate) Rye
- Brachysola halganiacea (F.Muell.) Rye[2]